# Olympische Jugend-Winterspiele 2020/Eishockey
Bei den III. Olympischen Winterspielen 2020 in Lausanne fanden vier Wettbewerbe im Eishockey statt. Austragungsort war die Vaudoise aréna in Prilly. Pro Geschlecht wurde ein Turnier mit sechs Nationalmannschaften ausgetragen. Zudem fand je ein 3×3 Turnier statt, bei dem die Spieler einer Mannschaft aus unterschiedlichen Nationen stammten.

## Zeitplan
| Zeitplan Eishockey | Zeitplan Eishockey | Zeitplan Eishockey | Zeitplan Eishockey | Zeitplan Eishockey | Zeitplan Eishockey | Zeitplan Eishockey | Zeitplan Eishockey | Zeitplan Eishockey | Zeitplan Eishockey | Zeitplan Eishockey | Zeitplan Eishockey | Zeitplan Eishockey | Zeitplan Eishockey |
| Wettbewerbe        | Januar             | Januar             | Januar             | Januar             | Januar             | Januar             | Januar             | Januar             | Januar             | Januar             | Januar             | Januar             | Januar             |
| Wettbewerbe        | 10.                | 11.                | 12.                | 13.                | 14.                | 15.                | 16.                | 17.                | 18.                | 19.                | 20.                | 21.                | 22.                |
| ------------------ | ------------------ | ------------------ | ------------------ | ------------------ | ------------------ | ------------------ | ------------------ | ------------------ | ------------------ | ------------------ | ------------------ | ------------------ | ------------------ |
| Männer             |                    |                    |                    |                    |                    |                    |                    |                    |                    |                    |                    |                    |                    |
| Nationenturnier    |                    |                    |                    |                    |                    |                    |                    |                    |                    |                    |                    |                    |                    |
| 3×3 Turnier        |                    |                    |                    |                    |                    |                    |                    |                    |                    |                    |                    |                    |                    |
| Frauen             |                    |                    |                    |                    |                    |                    |                    |                    |                    |                    |                    |                    |                    |
| Nationenturnier    |                    |                    |                    |                    |                    |                    |                    |                    |                    |                    |                    |                    |                    |
| 3×3 Turnier        |                    |                    |                    |                    |                    |                    |                    |                    |                    |                    |                    |                    |                    |
| Entscheidungen     | 0                  | 0                  | 0                  | 0                  | 0                  | 2                  | 0                  | 0                  | 0                  | 0                  | 0                  | 1                  | 1                  |

|  | Qualifikation |  | Medaillenentscheidung |

## Bilanz

### Medaillenspiegel
| Platz  | Land                 | Gold | Silber | Bronze | Gesamt |
| ------ | -------------------- | ---- | ------ | ------ | ------ |
| 1      | Gemischte Mannschaft | 2    | 2      | 2      | 6      |
| 2      | Japan                | 1    | –      | –      | 1      |
| 2      | Russland             | 1    | –      | –      | 1      |
| 4      | Schweden             | –    | 1      | –      | 1      |
| 4      | Vereinigte Staaten   | –    | 1      | –      | 1      |
| 6      | Kanada               | –    | –      | 1      | 1      |
| 6      | Slowakei             | –    | –      | 1      | 1      |
| Gesamt | Gesamt               | 6    | 6      | 6      | 18     |

### Medaillengewinner
| Disziplin       | Gold | Silber | Bronze |
| --------------- | --- | --- | --- |
| Männer          | | | |
| Nationenturnier | Russland Danila Bysow, Kirill Dolschenkow, Artjom Duda, Daniil Grigorjew, Michail Guljajew, Sergei Iwanow, Kirill Kudrjawzew, Ilja Kwotschko, Andrei Maljawin, Wjatscheslaw Malow, Iwan Miroschnitschenko, Matwei Mitschkow, Sergei Muraschow, Ilja Rogowski, Nikita Ryschow, Adel Safin, Wladislaw Sapunow | Vereinigte Staaten Vinny Borgesi, Gavin Brindley, Hunter Brzustewicz, Seamus Casey, Ryan Chesley, Tyler Duke, Maddox Fleming, Cutter Gauthier, Isaac Howard, Lane Hutson, Cruz Lucius, Rutger McGroarty, Frank Nazar, Dylan Silverstein, Arthur Smith, Jimmy Snuggerud, Charlie Stramel          | Kanada Justin Côté, Nate Danielson, Kocha Delic, Dylan Ernst, Adamo Fantilli, Vincent Filion, Pano Fimis, Cedrick Guindon, Matthew Jovanovic, Mats Lindgren, Paul Ludwinski, Tristan Luneau, Denton Mateychuk, Ty Nelson, Matthew Savoie, Antonin Verreault, Noah Warren                             |
| 3×3 Turnier     | Team Grün | Team Rot | Team Braun |
| Frauen          | | | |
| Nationenturnier | Japan Yumeka Chujo, Yuzuyu Fujii, Nao Fukuda, Komomo Ito, Makoto Ito, Minami Kamada, Kaaya Komoto, Nagomi Murakami, Rio Noro, Riri Noro, Reina Sato, Hina Shimomukai, An Shinoda, Himari Suzuki, Masaki Tanabe, Kyoka Tsutsumi, Harua Umemori                                                               | Schweden Linnea Adelbertson, Anna Andersson, Pusle Dyring-Andersen, Nicole Hall, Beatrice Hjälm, Ella Jämsén, Tuva Kandell, Ida Karlsson, Klara Kenttälä, Olivia Klaar, Pandora Nåtby, Tindra Oknefjell, Julia Perjus, Linnéa Pettersson Dove, Frida Simonsen, Ebba Svensson Träff, Alice Wallin | Slowakei Tereza Belková, Zuzana Dobiášová, Emma Donovalová, Hana Fančovičová, Lea Giertlová, Lea Glosíková, Nina Hudáková, Laura Jancsóová, Nikola Janeková, Barbora Kapičáková, Viktória Kučerová, Simona Macková, Laura Medviďová, Mária Nemčeková, Kristína Slováková, Lily Stern, Emma Živčáková |
| 3×3 Turnier     | Team Gelb | Team Schwarz | Team Blau |

## Ergebnisse Männer

### Nationenturnier

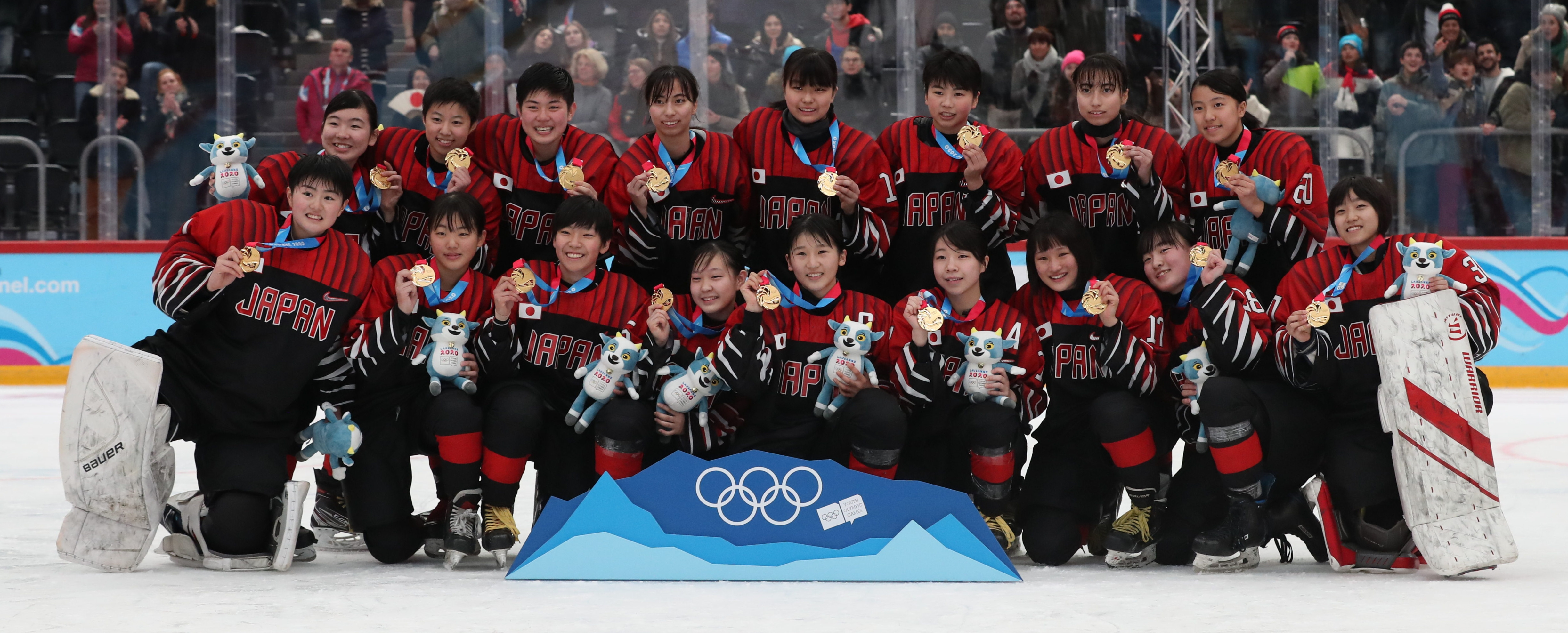
Jugend-Olympiasiegerinnen aus Japan

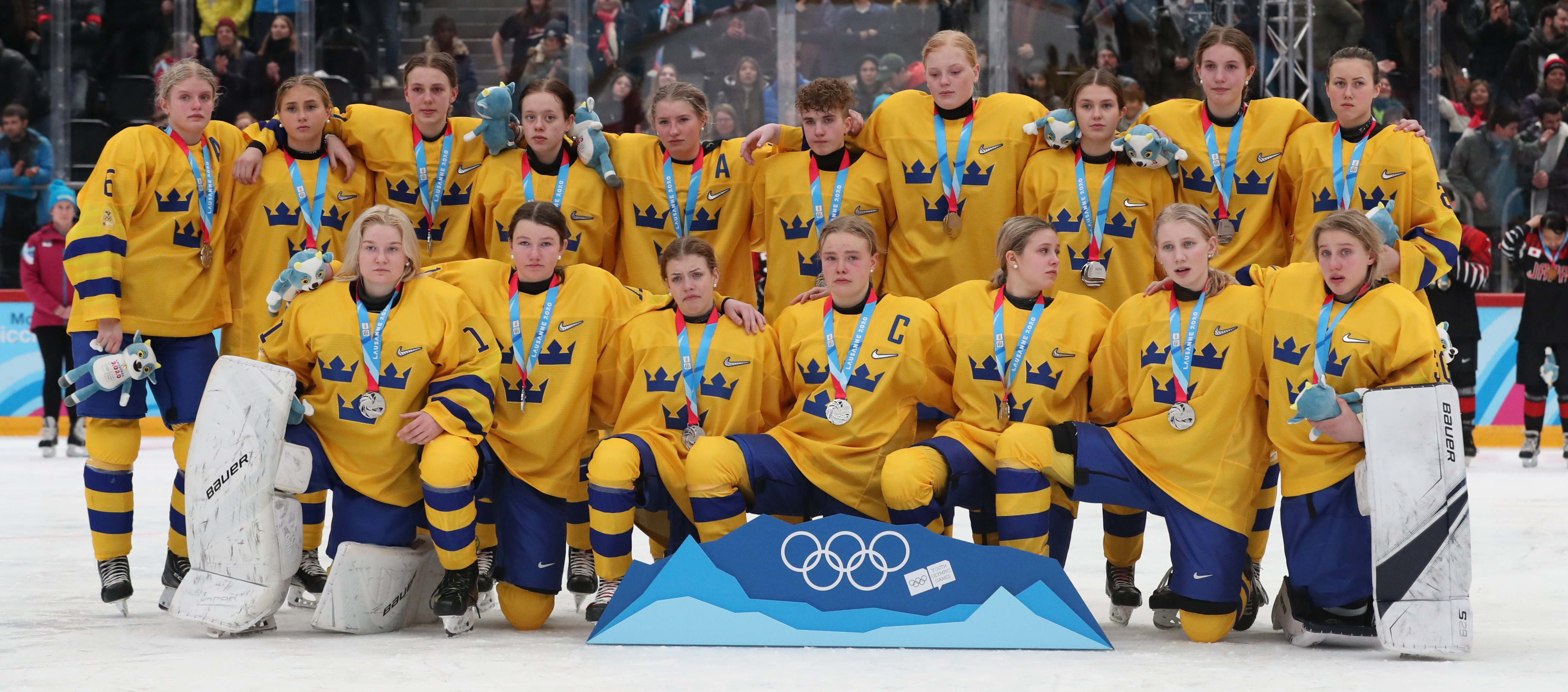
Jugend-Olympiazweite aus Schweden

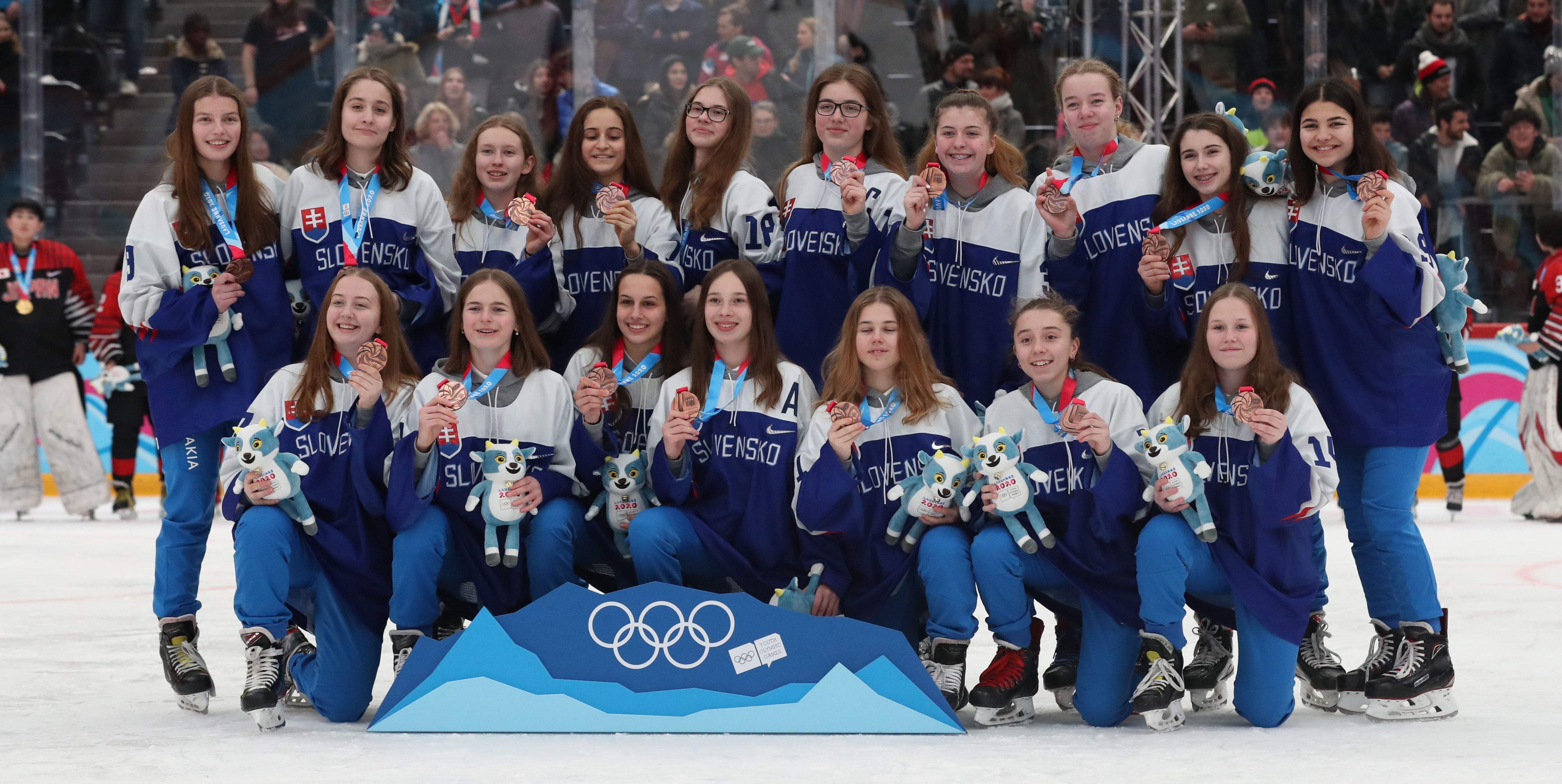
Bronzemedaillengewinnerinnen aus der Slowakei

#### Vorrunde
Gruppe A
| Rang | Nation             | Sp | S | OTS | OTN | N | Tore | Punkte |
| ---- | ------------------ | -- | - | --- | --- | - | ---- | ------ |
| 1.   | Vereinigte Staaten | 2  | 2 | 0   | 0   | 0 | 15:7 | 6      |
| 2.   | Finnland           | 2  | 1 | 0   | 0   | 1 | 7:8  | 3      |
| 3.   | Schweiz            | 2  | 0 | 0   | 0   | 2 | 3:10 | 0      |

Abkürzungen: Pl. = Platz, Sp = Spiele, S = Siege, OTS = Siege nach Verlängerung (Overtime) oder Penaltyschießen, OTN = Niederlagen nach Verlängerung oder Penaltyschießen, N = Niederlagen

Erläuterungen: direkte Qualifikation für das Halbfinale
| Datum      | Uhrzeit | Begegnung          | Begegnung | Begegnung          | Ergebnis |
| ---------- | ------- | ------------------ | --------- | ------------------ | -------- |
| 18. Januar | 20:00   | Vereinigte Staaten | –         | Finnland           | 7:5      |
| 19. Januar | 20:00   | Schweiz            | –         | Vereinigte Staaten | 2:8      |
| 20. Januar | 20:00   | Finnland           | –         | Schweiz            | 2:1      |

Gruppe B
| Rang | Nation   | Sp | S | OTS | OTN | N | Tore | Punkte |
| ---- | -------- | -- | - | --- | --- | - | ---- | ------ |
| 1.   | Russland | 2  | 2 | 0   | 0   | 0 | 15:2 | 6      |
| 2.   | Kanada   | 2  | 1 | 0   | 0   | 1 | 8:6  | 3      |
| 3.   | Dänemark | 2  | 0 | 0   | 0   | 2 | 0:15 | 0      |

Abkürzungen: Pl. = Platz, Sp = Spiele, S = Siege, OTS = Siege nach Verlängerung (Overtime) oder Penaltyschießen, OTN = Niederlagen nach Verlängerung oder Penaltyschießen, N = Niederlagen

Erläuterungen: direkte Qualifikation für das Halbfinale

#### Halbfinale
| Datum      | Uhrzeit | Begegnung | Begegnung | Begegnung | Ergebnis |
| ---------- | ------- | --------- | --------- | --------- | -------- |
| 18. Januar | 14:00   | Kanada    | –         | Russland  | 2:6      |
| 19. Januar | 14:00   | Dänemark  | –         | Kanada    | 0:6      |
| 20. Januar | 14:00   | Russland  | –         | Dänemark  | 9:0      |

#### Endrunde
|  | Halbfinale            | Halbfinale            |                       |   | Finale                | Finale                |
|  |                       |                       |                       |   |                       |                       |
|  | Vereinigte Staaten    | 2                     |                       |   |                       |                       |
|  | Kanada                | 1                     |                       |   |                       |                       |
|  | 21. Januar, 11:00 Uhr |                       |                       |   |                       |                       |
|  |                       |                       | 22. Januar, 15:00 Uhr |   |                       |                       |
|  | Russland              | 4                     |                       |   |                       |                       |
|  |                       | Vereinigte Staaten    | 0                     |   |                       |                       |
|  |                       |                       |                       |   |                       |                       |
|  | Spiel um Bronze       |                       |                       |   |                       |                       |
|  | 21. Januar, 14:00 Uhr | 21. Januar, 14:00 Uhr | Kanada                | 4 |                       |                       |
|  | Russland              | 10                    | Finnland              | 2 |                       |                       |
|  | Finnland              | 1                     |                       |   | 22. Januar, 12:00 Uhr | 22. Januar, 12:00 Uhr |

### 3×3 Turnier
Beim 3×3-Turnier treten acht Mannschaften mit insgesamt 13 Spielern, die aus unterschiedlichen Nationen stammen, an. Jede Mannschaft besteht aus elf Feldspielern und zwei Torhütern.

#### Mannschaften
| Nr. | Pos | _ Team Schwarz         | _ Team Blau            | _ Team Braun      | _ Team Grün          |
| --- | --- | ---------------------- | ---------------------- | ----------------- | -------------------- |
| 2   | SP  | Ruben Esposito         | Chen Chih-yuan         | Luka Banek        | Nicolas Elgas        |
| 3   | SP  | Lukas Floriantschitz   | Jakub Trzebunia        | Sai Lake          | Artjom Pronitschkin  |
| 4   | SP  | Kerem Alsan            | Caleb Chapman          | Hugo Galvez       | Nathan Nicoud        |
| 5   | SP  | Jaroslaw Labutkin      | Ziya Efe Güçlü         | Elvis Hsu         | Wolodymyr Troschkin  |
| 6   | SP  | Yu Jiacong             | Hong Seung-woo         | Axel Ruski-Jones  | Pablo González       |
| 7   | SP  | Corné van Stuijvenberg | Daniel Assavolyuk      | Marlon D’Acunto   | Maks Perčič          |
| 8   | SP  | Wataru Suzuki          | Joris Valčiukas        | Erik Potšinok     | Yam Yau              |
| 9   | SP  | Adam Sýkora            | Riley Langille         | Evan Nauth        | Alessandro Segafredo |
| 10  | SP  | Dominik Pavlata        | Cater Hamill           | Artur Seniut      | Illja Korsun         |
| 11  | SP  | Linas Dėdinas          | Konrad Kudeviita       | Matyáš Šapovaliv  | Marek Potšinok       |
| 12  | SP  | Daniil Karpowitsch     | Simone Terraneo        | Milán Ivády       | Patrik Dalen         |
| 30  | TW  | Kalle Varis            | Oliver Thestrup Hansen | Rastislav Eliáš   | Levente Hegedűs      |
| 31  | TW  | Matthias Rindone       | Issa Otsuka            | Sebastian Aarsund | Štěpán Maleček       |
| Nr. | Pos | _ Team Grau            | _ Team Orange          | _ Team Rot        | _ Team Gelb          |
| 2   | SP  | Thawab Al-Subaey       | Matthew Hamnett        | Juho Lukkari      | Tibo Van Reeth       |
| 3   | SP  | Alejandro Resendiz     | Jakub Michalski        | Denys Pasko       | Csongor Antal        |
| 4   | SP  | Nowruz Baýhanow        | Diego Rodríguez        | Lin Wei-yu        | Yassin Soubra        |
| 5   | SP  | Gosei Daikuhara        | Tomoyoshi Yuki         | Aleks Menc        | Tommaso Madaschi     |
| 6   | SP  | Timofei Katkow         | Nicolò Remolato        | Matija Dinić      | David Guilabert      |
| 7   | SP  | Pablo Mata             | Jack Lewis             | Peter Repčík      | Ryan Kolgen          |
| 8   | SP  | Sohn Hyun              | Kim Sang-yeob          | Mackenzie Stewart | Miha Beričič         |
| 9   | SP  | Patrik Melicher        | Jonas Dobnig           | Dylan Wesseling   | Andrej Muraschko     |
| 10  | SP  | Jan Billa              | Roman Kechter          | Tjaš Lesničar     | Oskar Bakkevig       |
| 11  | SP  | Nino Tomow             | Márk Weidemann         | Sander Salvær     | Šimon Slavíček       |
| 12  | SP  | Boldizsár Szalay       | Leni Michellod         | Jan Hornecker     | Daniel Valencia      |
| 30  | TW  | Lukas Svedin           | Iwan Nowoschilow       | Matthias Bittner  | Loris Uberti         |
| 31  | TW  | Alexei Baidek          | Jan Schostak           | Maël Halladj      | Lukas Heuberger      |

#### Vorrunde
| Rang | Mannschaft     | Sp | S | OTS | OTN | N | Tore  | Punkte |
| ---- | -------------- | -- | - | --- | --- | - | ----- | ------ |
| 1.   | _ Team Grün    | 7  | 5 | 1   | 0   | 1 | 64:43 | 17     |
| 2.   | _ Team Braun   | 7  | 5 | 0   | 0   | 2 | 76:54 | 15     |
| 3.   | _ Team Rot     | 7  | 4 | 0   | 0   | 2 | 79:68 | 13     |
| 4.   | _ Team Schwarz | 7  | 4 | 0   | 0   | 3 | 83:66 | 12     |
| 5.   | _ Team Grau    | 7  | 4 | 0   | 1   | 3 | 58:73 | 12     |
| 6.   | _ Team Orange  | 7  | 3 | 0   | 0   | 4 | 56:51 | 9      |
| 7.   | _ Team Gelb    | 7  | 2 | 0   | 0   | 5 | 61:75 | 6      |
| 8.   | _ Team Blau    | 7  | 0 | 0   | 0   | 7 | 44:91 | 0      |

Abkürzungen: Pl. = Platz, Sp = Spiele, S = Siege, OTS = Siege nach Verlängerung (Overtime) oder Penaltyschießen, OTN = Niederlagen nach Verlängerung oder Penaltyschießen, N = Niederlagen
Erläuterungen: direkte Qualifikation für das Halbfinale
| Datum      | Uhrzeit | Begegnung      | Begegnung | Begegnung      | Ergebnis  |
| ---------- | ------- | -------------- | --------- | -------------- | --------- |
| 10. Januar | 16:00   | _ Team Gelb    | –         | _ Team Grün    | 5:10      |
| 10. Januar | 16:00   | _ Team Braun   | –         | _ Team Schwarz | 13:11     |
| 10. Januar | 17:30   | _ Team Rot     | –         | _ Team Orange  | 6:8       |
| 10. Januar | 17:30   | _ Team Grau    | –         | _ Team Blau    | 9:8       |
| 11. Januar | 9:00    | _ Team Gelb    | –         | _ Team Grau    | 8:11      |
| 11. Januar | 9:00    | _ Team Schwarz | –         | _ Team Rot     | 9:12      |
| 11. Januar | 10:30   | _ Team Grün    | –         | _ Team Braun   | 8:6       |
| 11. Januar | 10:30   | _ Team Blau    | –         | _ Team Orange  | 1:12      |
| 11. Januar | 16:00   | _ Team Blau    | –         | _ Team Schwarz | 8:14      |
| 11. Januar | 16:00   | _ Team Gelb    | –         | _ Team Orange  | 9:4       |
| 11. Januar | 17:30   | _ Team Rot     | –         | _ Team Grün    | 8:9 n. V. |
| 11. Januar | 17:30   | _ Team Braun   | –         | _ Team Grau    | 16:6      |
| 12. Januar | 9:00    | _ Team Orange  | –         | _ Team Braun   | 10:14     |
| 12. Januar | 9:00    | _ Team Grün    | –         | _ Team Blau    | 11:6      |
| 12. Januar | 10:30   | _ Team Schwarz | –         | _ Team Gelb    | 19:7      |
| 12. Januar | 10:30   | _ Team Rot     | –         | _ Team Grau    | 9:13      |
| 12. Januar | 16:00   | _ Team Rot     | –         | _ Team Braun   | 11:5      |
| 12. Januar | 16:00   | _ Team Grau    | –         | _ Team Grün    | 6:14      |
| 12. Januar | 17:30   | _ Team Schwarz | –         | _ Team Orange  | 8:14      |
| 12. Januar | 17:30   | _ Team Blau    | –         | _ Team Gelb    | 8:13      |
| 13. Januar | 9:00    | _ Team Grau    | –         | _ Team Schwarz | 8:16      |
| 13. Januar | 9:00    | _ Team Gelb    | –         | _ Team Rot     | 13:15     |
| 13. Januar | 10:30   | _ Team Braun   | –         | _ Team Blau    | 14:2      |
| 13. Januar | 10:30   | _ Team Orange  | –         | _ Team Grün    | 6:8       |
| 13. Januar | 16:00   | _ Team Blau    | –         | _ Team Rot     | 11:18     |
| 13. Januar | 16:00   | _ Team Orange  | –         | _ Team Grau    | 2:5       |
| 13. Januar | 17:30   | _ Team Grün    | –         | _ Team Schwarz | 4:6       |
| 13. Januar | 17:30   | _ Team Braun   | –         | _ Team Gelb    | 8:6       |

#### Endrunde
|  | Halbfinale            | Halbfinale            |                       |   | Finale                | Finale                |
|  |                       |                       |                       |   |                       |                       |
|  | _ Team Grün           | 7                     |                       |   |                       |                       |
|  | _ Team Schwarz        | 3                     |                       |   |                       |                       |
|  | 14. Januar, 12:00 Uhr |                       |                       |   |                       |                       |
|  |                       |                       | 15. Januar, 13:30 Uhr |   |                       |                       |
|  | _ Team Grün           | 10                    |                       |   |                       |                       |
|  |                       | _ Team Rot            | 4                     |   |                       |                       |
|  |                       |                       |                       |   |                       |                       |
|  | Spiel um Bronze       |                       |                       |   |                       |                       |
|  | 14. Januar, 13:30 Uhr | 14. Januar, 13:30 Uhr | _ Team Braun          | 6 |                       |                       |
|  | _ Team Braun          | 7                     | _ Team Schwarz        | 5 |                       |                       |
|  | _ Team Rot            | 9                     |                       |   | 15. Januar, 12:00 Uhr | 15. Januar, 12:00 Uhr |

## Ergebnisse Frauen

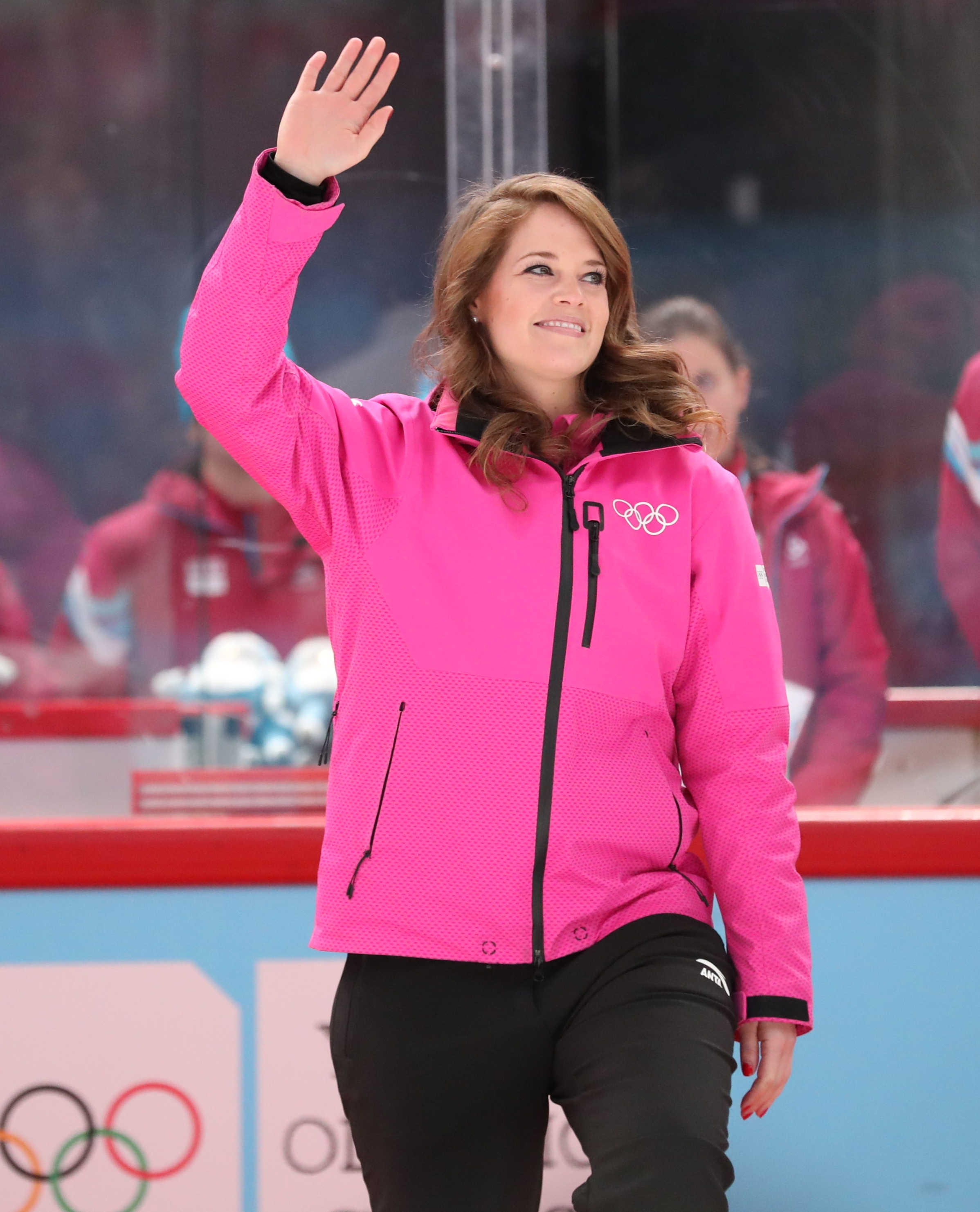
Athlete Rolemodel Florence Schelling

### Nationenturnier

#### Vorrunde
Gruppe A
| Rang | Nation      | Sp | S | OTS | OTN | N | Tore | Punkte |
| ---- | ----------- | -- | - | --- | --- | - | ---- | ------ |
| 1.   | Schweden    | 2  | 1 | 1   | 0   | 0 | 10:4 | 5      |
| 2.   | Slowakei    | 2  | 2 | 0   | 1   | 0 | 4:4  | 1      |
| 3.   | Deutschland | 2  | 0 | 0   | 0   | 2 | 3:9  | 0      |

Abkürzungen: Pl. = Platz, Sp = Spiele, S = Siege, OTS = Siege nach Verlängerung (Overtime) oder Penaltyschießen, OTN = Niederlagen nach Verlängerung oder Penaltyschießen, N = Niederlagen

Erläuterungen: direkte Qualifikation für das Halbfinale
| Datum      | Uhrzeit | Begegnung   | Begegnung | Begegnung   | Ergebnis  |
| ---------- | ------- | ----------- | --------- | ----------- | --------- |
| 17. Januar | 17:00   | Schweden    | –         | Slowakei    | 3:2 n. P. |
| 18. Januar | 11:00   | Deutschland | –         | Schweden    | 2:7       |
| 19. Januar | 17:00   | Slowakei    | –         | Deutschland | 2:1       |

Gruppe B
| Rang | Nation     | Sp | S | OTS | OTN | N | Tore | Punkte |
| ---- | ---------- | -- | - | --- | --- | - | ---- | ------ |
| 1.   | Japan      | 2  | 2 | 0   | 0   | 0 | 9:2  | 6      |
| 2.   | Schweiz    | 2  | 0 | 1   | 0   | 1 | 2:5  | 2      |
| 3.   | Tschechien | 2  | 0 | 0   | 1   | 1 | 1:5  | 1      |

Abkürzungen: Pl. = Platz, Sp = Spiele, S = Siege, OTS = Siege nach Verlängerung (Overtime) oder Penaltyschießen, OTN = Niederlagen nach Verlängerung oder Penaltyschießen, N = Niederlagen

Erläuterungen: direkte Qualifikation für das Halbfinale

#### Halbfinale
| Datum      | Uhrzeit | Begegnung  | Begegnung | Begegnung  | Ergebnis  |
| ---------- | ------- | ---------- | --------- | ---------- | --------- |
| 17. Januar | 20:00   | Tschechien | –         | Schweiz    | 0:1 n. P. |
| 18. Januar | 17:00   | Japan      | –         | Tschechien | 4:1       |
| 19. Januar | 11:00   | Schweiz    | –         | Japan      | 1:5       |

#### Endrunde
|  | Halbfinale            | Halbfinale            |                       |   | Finale                | Finale                |
|  |                       |                       |                       |   |                       |                       |
|  | Japan                 | 5                     |                       |   |                       |                       |
|  | Slowakei              | 0                     |                       |   |                       |                       |
|  | 20. Januar, 17:00 Uhr |                       |                       |   |                       |                       |
|  |                       |                       | 21. Januar, 20:00 Uhr |   |                       |                       |
|  | Japan                 | 4                     |                       |   |                       |                       |
|  |                       | Schweden              | 1                     |   |                       |                       |
|  |                       |                       |                       |   |                       |                       |
|  | Spiel um Bronze       |                       |                       |   |                       |                       |
|  | 20. Januar, 11:00 Uhr | 20. Januar, 11:00 Uhr | Slowakei              | 2 |                       |                       |
|  | Schweden              | 2                     | Schweiz               | 1 |                       |                       |
|  | Schweiz               | 0                     |                       |   | 21. Januar, 17:00 Uhr | 21. Januar, 17:00 Uhr |

### 3×3 Turnier
Beim 3×3-Turnier treten acht Mannschaften mit insgesamt 13 Spielerinnen, die aus unterschiedlichen Nationen stammen, an. Jede Mannschaft besteht aus elf Feldspielerinnen und zwei Torhüterinnen.

#### Mannschaften
| Nr. | Pos | _ Team Schwarz          | _ Team Blau           | _ Team Braun               | _ Team Grün       |
| --- | --- | ----------------------- | --------------------- | -------------------------- | ----------------- |
| 2   | SP  | Angelina Hurschler      | Sidre Özer            | Arwen Nylaander            | Melanie Hernández |
| 3   | SP  | Courtney Mahoney        | Valerie Christmann    | Julia Termens              | Annie Sommer      |
| 4   | SP  | Zhang Xinyue            | Anna Kot              | Nausikäa Clement           | Huang Chun-lin    |
| 5   | SP  | Chang En-ni             | Marija Runewska       | Ximena González            | Delfina Fattore   |
| 6   | SP  | Alicja Mota             | Mirren Foy            | Riko Matsumoto             | Chanel Hofverberg |
| 7   | SP  | Nikola Janeková         | Zuzana Dobiašová      | Roos Karst                 | Emma Donovalová   |
| 8   | SP  | Amy Robery              | Jana Krascheninina    | Celine Mayer               | Agata Muraro      |
| 9   | SP  | Darja Petrowa           | Maya Stöber           | Alicja Sowa                | Ruka Kiyokawa     |
| 10  | SP  | Kimberly Collard        | Regina Metzler        | Barbora Bartáková          | Jessie Taylor     |
| 11  | SP  | Luca Márton             | Karolina Hengelmüller | Marja Linzbichler          | Lisa Schrofl      |
| 12  | SP  | Reina Satō              | Nikki Sharp           | Tallulah Bryant            | Kang Si-hyun      |
| 30  | TW  | Emilia Kyrkkö           | Yuna Kusama           | Ivana Latková              | Barbora Dalecká   |
| 31  | TW  | Carlotta Regine         | Aya Juhl Petersen     | Daniella Lauritzen Pizarro | Fruzsina Szabó    |
| Nr. | Pos | _ Team Grau             | _ Team Orange         | _ Team Rot                 | _ Team Gelb       |
| 2   | SP  | Siria Dore              | Polina Lubenez        | Sonia David                | Anke Steeno       |
| 3   | SP  | Valentina Vrhoci        | Wang Meihe            | Valeria Ansoleaga          | Eva Aizpurúa      |
| 4   | SP  | Lina Meijer             | Sanne Claessens       | Kao Wei-ting               | Ludmilla Bourcet  |
| 5   | SP  | Emilia Munteanu         | Saskia Rohregger      | Nie Xinrui                 | Elisa Innocenti   |
| 6   | SP  | Ilary Larese De Pasqua  | Isabel Walberg        | Abby Rowbotham             | Katya Blong       |
| 7   | SP  | Zhang Shuqi             | Molly Lukowiak        | Zoé Mächler                | Iris van Houten   |
| 8   | SP  | Markéta Mazancová       | Yoo Seo-young         | Mila Lutteral              | Zuzana Trnková    |
| 9   | SP  | Jekaterina Dawletschina | Nadia Sancha          | Barbora Kapičáková         | Luisa Wilson      |
| 10  | SP  | Ebony Brunt             | Sena Hasegawa         | Alina Itschajewa           | Shin Seo-yoon     |
| 11  | SP  | Lee Eun-ji              | Dóra Véghelyi         | Bea Storesund              | Leonie Böttcher   |
| 12  | SP  | Dorottya Gengeliczky    | Emma Hofbauer         | Andrea Trnková             | Nora Pollestad    |
| 30  | TW  | Sofie van Dueren        | Julija Wolkowa        | Felicity Luby              | Nubya Aeschlimann |
| 31  | TW  | Jelizaveta Stadnika     | Kristina Chernova     | Anita Origlio              | Magdalena Luggin  |

#### Vorrunde
| Rang | Mannschaft     | Sp | S | OTS | OTN | N | Tore  | Punkte |
| ---- | -------------- | -- | - | --- | --- | - | ----- | ------ |
| 1.   | _ Team Schwarz | 7  | 6 | 0   | 0   | 1 | 44:30 | 18     |
| 2.   | _ Team Blau    | 7  | 4 | 1   | 1   | 1 | 43:35 | 15     |
| 3.   | _ Team Gelb    | 7  | 4 | 0   | 0   | 3 | 52:42 | 12     |
| 4.   | _ Team Braun   | 7  | 3 | 0   | 1   | 3 | 50:46 | 10     |
| 5.   | _ Team Grün    | 7  | 3 | 0   | 0   | 4 | 40:49 | 9      |
| 6.   | _ Team Grau    | 7  | 3 | 0   | 0   | 4 | 44:52 | 9      |
| 7.   | _ Team Rot     | 7  | 2 | 1   | 0   | 4 | 44:44 | 8      |
| 8.   | _ Team Orange  | 7  | 1 | 0   | 0   | 6 | 32:51 | 3      |

Abkürzungen: Pl. = Platz, Sp = Spiele, S = Siege, OTS = Siege nach Verlängerung (Overtime) oder Penaltyschießen, OTN = Niederlagen nach Verlängerung oder Penaltyschießen, N = Niederlagen
Erläuterungen: direkte Qualifikation für das Halbfinale
| Datum      | Uhrzeit | Begegnung      | Begegnung | Begegnung      | Ergebnis  |
| ---------- | ------- | -------------- | --------- | -------------- | --------- |
| 10. Januar | 19:10   | _ Team Gelb    | –         | _ Team Grün    | 12:4      |
| 10. Januar | 19:10   | _ Team Braun   | –         | _ Team Schwarz | 6:7       |
| 10. Januar | 20:40   | _ Team Rot     | –         | _ Team Orange  | 4:6       |
| 10. Januar | 20:40   | _ Team Grau    | –         | _ Team Blau    | 7:9       |
| 11. Januar | 12:00   | _ Team Gelb    | –         | _ Team Grau    | 11:5      |
| 11. Januar | 12:00   | _ Team Schwarz | –         | _ Team Rot     | 5:4       |
| 11. Januar | 13:30   | _ Team Grün    | –         | _ Team Braun   | 4:6       |
| 11. Januar | 13:30   | _ Team Blau    | –         | _ Team Orange  | 7:4       |
| 11. Januar | 19:00   | _ Team Blau    | –         | _ Team Schwarz | 8:4       |
| 11. Januar | 19:00   | _ Team Gelb    | –         | _ Team Orange  | 8:3       |
| 11. Januar | 20:30   | _ Team Rot     | –         | _ Team Grün    | 7:9       |
| 11. Januar | 20:30   | _ Team Braun   | –         | _ Team Grau    | 7:9       |
| 12. Januar | 12:00   | _ Team Orange  | –         | _ Team Braun   | 4:10      |
| 12. Januar | 12:00   | _ Team Grün    | –         | _ Team Blau    | 3:5       |
| 12. Januar | 13:30   | _ Team Schwarz | –         | _ Team Gelb    | 7:2       |
| 12. Januar | 13:30   | _ Team Rot     | –         | _ Team Grau    | 5:8       |
| 12. Januar | 19:00   | _ Team Rot     | –         | _ Team Braun   | 11:7      |
| 12. Januar | 19:00   | _ Team Grau    | –         | _ Team Grün    | 4:9       |
| 12. Januar | 20:30   | _ Team Schwarz | –         | _ Team Orange  | 7:3       |
| 12. Januar | 20:30   | _ Team Blau    | –         | _ Team Gelb    | 5:8       |
| 13. Januar | 12:00   | _ Team Grau    | –         | _ Team Schwarz | 3:5       |
| 13. Januar | 12:00   | _ Team Gelb    | –         | _ Team Rot     | 5:8       |
| 13. Januar | 13:30   | _ Team Braun   | –         | _ Team Blau    | 4:5 n. P. |
| 13. Januar | 13:30   | _ Team Orange  | –         | _ Team Grün    | 6:7       |
| 13. Januar | 19:00   | _ Team Blau    | –         | _ Team Rot     | 4:5 n. P. |
| 13. Januar | 19:00   | _ Team Orange  | –         | _ Team Grau    | 6:8       |
| 13. Januar | 20:30   | _ Team Grün    | –         | _ Team Schwarz | 4:9       |
| 13. Januar | 20:30   | _ Team Braun   | –         | _ Team Gelb    | 10:6      |

#### Endrunde
|  | Halbfinale            | Halbfinale            |                       |   | Finale                | Finale                |
|  |                       |                       |                       |   |                       |                       |
|  | _ Team Schwarz        | 11                    |                       |   |                       |                       |
|  | _ Team Braun          | 7                     |                       |   |                       |                       |
|  | 14. Januar, 12:00 Uhr |                       |                       |   |                       |                       |
|  |                       |                       | 15. Januar, 13:30 Uhr |   |                       |                       |
|  | _ Team Schwarz        | 1                     |                       |   |                       |                       |
|  |                       | _ Team Gelb           | 6                     |   |                       |                       |
|  |                       |                       |                       |   |                       |                       |
|  | Spiel um Bronze       |                       |                       |   |                       |                       |
|  | 14. Januar, 13:30 Uhr | 14. Januar, 13:30 Uhr | _ Team Blau           | 6 |                       |                       |
|  | _ Team Blau           | 5                     | _ Team Braun          | 4 |                       |                       |
|  | _ Team Gelb           | 7                     |                       |   | 15. Januar, 12:00 Uhr | 15. Januar, 12:00 Uhr |